# CAMS 55
CAMS 55 là một loại tàu bay trinh sát chế tạo ở Pháp vào cuối thập niên 1920, nó được trang bị cho Hải quân Pháp.

## Biến thể
- 55.001
- 55J
- 55H
- 55/1
- 55/2
- 55/3
- 55/6
- 55/10
- 55/11
- 55/14

## Quốc gia sử dụng
Pháp
- Hải quân Pháp

## Tính năng kỹ chiến thuật (55/10)
Đặc điểm tổng quát
- Kíp lái: 5
- Chiều dài: 15,03 m (49 ft 4 in)
- Sải cánh: 20,40 m (66 ft 11 in)
- Chiều cao: 5,41 m (17 ft 9 in)
- Diện tích cánh: 113,5 m2 (1.221 ft2)
- Trọng lượng rỗng: 4.590 kg (10.119 lb)
- Trọng lượng có tải: 6.900 kg (15.212 lb)
- Powerplant: 2 × Gnome-Rhône Jupiter, 373 kW (500 hp) mỗi chiêc mỗi chiếc

Hiệu suất bay
- Vận tốc cực đại: 195 km/h (121 mph)
- Tầm bay: 1.875 km (1.165 dặm)
- Trần bay: 3.400 m (11.155 ft)
- Vận tốc lên cao: 2,2 m/s (433 ft/phút)

Vũ khí trang bị
- 4 × súng máy Lewis.303
- 2 quả bom 75 kg (165 lb)